# Temporada Alta - Festival de Tardor de Catalunya
El Temporada Alta - Festival de Tardor de Catalunya és un festival de teatre que té lloc a les ciutats de Girona i Salt (Gironès) durant els mesos d'octubre, novembre i desembre, des del 1992. És dirigit per Salvador Sunyer i Bover.
La programació destaca per la seva qualitat en les arts escèniques (teatre, música i dansa) i es complementa amb una sèrie d'activitats paral·leles com cicles de cinema, conferències i arts multimèdia. Està organitzat pels ajuntaments de Girona i Salt, la Generalitat de Catalunya, la Diputació de Girona i Bitò Produccions, empresa que assumeix la gestió i la direcció artística. La seva edició de 2013 va batre un rècord de públic amb gairebé 48.000 espectadors, un 93% d'ocupació.

## Història
La primera edició, l'any 1992, el festival va programar quatre espectacles que es van representar al Centre Cultural La Mercè de Girona. Ja durant el primer any, Temporada Alta va posar en marxa el Club de Mecenatge Teatral, una fórmula creada per Bitò per aportar més diners a l'oferta teatral. El festival va tancar amb 4.115 espectadors.
El 1993, el festival va incloure dues estrenes en una programació amb sis espectacles que van reunir 4.527 persones. L'obertura a produccions estrangeres va començar un any més tard amb dos muntatges, un d'ells amb Philippe Genty al capdavant, i s'inicià el camí que ha dut a Temporada Alta a esdevenir un festival internacional de primera línia.
L'any 1995, un dels espectacles més importants que va passar per Temporada Alta fou Ubú president, la sàtira d'Els Joglars sobre Jordi Pujol. El 1996, el festival va créixer fins als 18 espectacles (el 1995 foren 7) amb una oferta on ja van començar a aparèixer artistes de primer nivell: La Fura dels Baus, Adolfo Marsillach, Víctor Ullate, Mauro Gioia i Footsbarn Travelling Theatre. De fet, l'edició de 1996 va ser una de les més importants dels primers anys. Es va doblar el nombre d'espectadors respecte al 1992 (9.092 enfront de 4.115), s'encarregà per primer cop el cartell a un artista plàstic i es començà a dibuixar l'embrió del festival.
La nòmina de grans noms no deixà de créixer. El 1997, el festival va incloure al programa Núria Espert, Marta Carrasco, Robert Lepage, Hanna Schygulla, Jango Edwards i La Fura dels Baus. Per primer cop, Temporada Alta va presentar un format i una programació de festival àmplia i oberta a diversos llenguatges escènics.
El 1998 i el 1999 van tornar a ser anys decisius. El festival va arribar a la maduresa i va esdevenir una veritable cita internacional de teatre tant pel nombre d'espectacles i estrenes com per la presència de companyies estrangeres. Entre les dues edicions Temporada Alta va programar a Leo Bassi, Philippe Gaulier, Irina Brook, Mísia, Picollo Teatro di Milano, Josef Nadj, Lluís Homar, Montserrat Carulla, Núria Espert, José Luis Gómez i Pepe Rubianes.
Fins al 2000, un any que va suposar el debut a Temporada Alta del director de teatre anglès Peter Brook, algunes de les representacions més importants es van fer al Teatre Municipal de Girona. El 2001 la sala va tancar per obres, i per primera vegada el festival va participar en la producció de tres espectacles. Entre els artistes i companyies teatrals que van passar per Girona van destacar Boban Markovic Orkestar, Maurizio Scaparro, Pascal Comelade, el Centre Dramatique de Tours, Chano Domínguez, Milva i Comediants.
El 2002, el festival va arribar gairebé als 18.000 espectadors, amb una mitjana d'ocupació superior al 90%. La presència internacional venia essent molt potent des de feia anys, i aquells anys va incrementar la seva repercussió amb la presència de l'actriu francesa Isabelle Huppert, que va presentar 4.48 psychose. En aquella edició van acompanyar a Huppert artistes i companyies com Meret Becker, Antonio Canales, Maurice Béjart, Declan Donnellan, Royal Shakespeare Company i Susana Rinaldi.
Després d'11 anys, el 2003 Temporada Alta va rebre el suport de la Generalitat. El govern català va reconèixer així el paper que juga el festival dins del teatre català com a punt d'entrada de muntatges internacionals i per la seva feina en la producció d'espectacles. El pressupost va augmentar uns 100.000 euros, fins als 685.000 euros, el que va permetre que passessin per Girona Maria Friedman, Maribel Verdú, Maddalena Crippa, Rosa Maria Sardà, Carles Santos, Patrice Chéreau, Javier Daulte, Amparo Rivelles, Josep Maria Pou i Charo López.
A més dels reconeixements del govern català també van ser-hi els de la crítica. L'edició del 2004 va tancar amb l'aplaudiment generalitzat de la premsa especialitzada que segueix amb molt d'interès els treballs, entre altres artistes, de Jan Fabre, Thomas Ostermeier, Peter Brook, Johan Simons, Isabel Coixet, La Fura dels Baus, José Sanchis Sinisterra, Jean-Louis Trintignant, Leonor Watling i Anne Tismer.
L'any 2005, Temporada Alta i la Generalitat van arribar a un acord per signar un conveni per quatre anys que permita a Bitò dissenyar una nova cita amb l'objectiu que aquest es convertís en el Festival de Tardor de Catalunya, el que es va fer realitat un any més tard, el 2006. La nova denominació va coincidir amb la reobertura del Teatre Municipal de Girona remodelat. L'espectacle inaugural va ser "La nit just abans dels boscos" sota la direcció d'Àlex Rigola amb un repartiment encapçalat per Josep Maria Pou, Pere Arquillué, Francesc Orella, Lluís Homar, Jordi Bosch i Andreu Benito. Entre el 2005 i el 2006, van actuar a Temporada Alta Enrique Morente, Sergi López, Animalario, Victoria Chaplin, Sol Picó, Companyia Teatre Lliure, Rafael Spregelburd, Ismael Lo, Laurie Anderson, Peter Brook, The Watermill Theatre, Agnes Jaoui i Krystian Lupa.
Coincidint amb la clausura del festival del 2007, El Canal (Centre d'Arts Escèniques de Salt/Girona) va estrenar el seu primer espectacle. Va ser l'inici de la col·laboració entre el nou centre i Temporada Alta. Ambdós volen intensificar la producció d'espectacles d'autoria catalana i les coproduccions internacionals que puguin ajudar els artistes a sortir fora. Els artistes més destacats del 2007 van ser: Dario Fo, Martin Wuttke, Carles Alfaro, Jérôme Deschamps, Michel Camilo, Daniel Veronese i Claudio Tolcachir.
L'edició del 2008 va tancar amb rècord de públic i d'ocupació. Fins a 36.905 espectadors van passar pel festival, que va superar també per primer cop els dos milions d'euros de pressupost i va programar 69 espectacles amb la presència de Patrice Chéreau, Xavier Albertí, Sidi Larbi Cherkaoui, Lisa Nelson, I Colombaioni, William Kentridge, Rafel Duran, Mariano Pensotti, Àlex Rigola i Ani DiFranco, entre molts d'altres
L'any 2009, el festival arriba a la majoria d'edat convertit en la porta d'entrada del millor teatre europeu i com un dels festivals importants de la creació escènica catalana. En la seva divuitena edició, Temporada Alta acull 74 propostes de teatre, dansa, música, circ i espectacles familiars on destaquen 30 estrenes absolutes, 26 coproduccions amb la participació en el festival 33 obres d'autors catalans.
El 2013 va guanyar el Premi Max de noves tendències. Per l'edició de 2015, la seva inauguració va anar a càrrec de la companyia francesa Carabosse, que va organitzar un espectacle de fosc i música.
El 2019 va sumar 53.086 espectadors en sala, mentre que el 2020 només en va poder tenir 12.991 a causa de la pandèmia de la COVID-19. Ara bé, aquell any va estrenar una programació virtual que va comptar amb 70.286 visualitzacions, 60.000 de les quals d'espectacles gratuïts.